# تونيك (لعبة فيديو)
تونيك (بالإنجليزية: Tunic)‏ هي لعبة أكشن-مغامرات مغامرات صدرت في 16 مارس 2022 على أجهزة مايكروسوفت ويندوز، ماك أو إس، إكس بوكس سيريس إكس وسيريس إس وإكس بوكس ون من تطوير أندرو شولديس ومن نشر فينجي.

## تاريخ الإصدار
صدرت اللعبة على بلاي ستيشن 5 وبلاي ستيشن 4 ونينتندو سويتش في 27 سبتمبر 2022، حيث تدعم 28 لغة، ومن بينها العربية.